# Рибно (гміна, Дзялдовський повіт)
Гмі́на Ри́бно (пол. Gmina Rybno) — сільська гміна у північній Польщі. Належить до Дзялдовського повіту Вармінсько-Мазурського воєводства.
Станом на 31 грудня 2011 у гміні проживало 7384 особи.

## Територія
Згідно з даними за 2007 рік площа гміни становила 147.46 км², у тому числі:
- орні землі: 58.00%
- ліси: 26.00%

Таким чином, площа гміни становить 15.29% площі повіту.

## Населення
Станом на 31 грудня 2011:
| Опис     | Загалом | Загалом | Чоловіки | Чоловіки | Жінки | Жінки |
| -------- | ------- | ------- | -------- | -------- | ----- | ----- |
| одиниця  | осіб    | %       | осіб     | %        | осіб  | %     |
| все      | 7384    | 100     | 3690     | 49.97    | 3694  | 50.03 |
| міське   | 0       | 100     | 0        |          | 0     |       |
| сільське | 7384    | 100     | 3690     | 49.97    | 3694  | 50.03 |

## Сусідні гміни
Гміна Рибно межує з такими гмінами: Ґродзічно, Дзялдово, Домбрувно, Лідзбарк, Любава, Плосьниця.